# Медисон Лејк (Минесота)
Медисон Лејк (енгл. Madison Lake) град је у америчкој савезној држави Минесота.

## Демографија
По попису из 2010. године број становника је 1.017, што је 180 (21,5%) становника више него 2000. године.
| Група             | 2000.       | 2010.       |
| Белци             | 806 (96,3%) | 974 (95,8%) |
| Афроамериканци    | 5 (0,6%)    | 5 (0,5%)    |
| Азијати           | 3 (0,4%)    | 5 (0,5%)    |
| Хиспаноамериканци | 19 (2,3%)   | 20 (2,0%)   |
| Укупно            | 837         | 1.017       |